# 波士顿红袜历史
波士顿红袜是一支拥有悠久历史的美国职棒大联盟球队，成立于1901年，是美国联盟创始球队之一。在球队110年的历史上共拿过7次世界大赛冠军。

## 1901年－1919年
1901年由班·约翰逊（Ban Johnson）领导的西方联盟声称和当时唯一的大联盟国家联盟同等级。之后他将联盟的名字改为了美国联盟，在该联盟领先的球队有个非官方的昵称叫做“美国人”。这个昵称常常属于这支波士顿新成立的球队，因为1908年之前这支球队都没有官方的昵称。这个新兴起联盟的球队位于马里兰州的巴尔的摩和布法罗。班·约翰逊希望有支球队能和国家联盟的球队在波士顿进行比赛，于是他将布法罗的球队挪到了波士顿，主场则定在了汉亭顿大道球场。这支波士顿的球队在联赛的头两年获得了第二和第三的成绩，在第三年也就是1903年终于拿下了联盟的冠军，之后的一年他们卫冕成功。这芝球队中的明星球员包括了三垒手吉米·科林斯，外野手齐科·斯塔尔，巴克·弗里曼和帕齐·多尔蒂，还包括了著名的投手赛·扬，他在1901赛季拿下了三冠王——胜投33场（占全队参赛79场的41.8%），防御率1.62，三振158次。
1903年波士顿参加了第一次现代世界大赛，对手是匹兹堡海盗，他们以6场半的优势获得了国家联盟冠军。。靠着红袜球迷会创作圣歌“Tessie”的支持以及强大的投手战力，波士顿克服了困难，在9场5胜的系列赛中以5比3战胜了对手，拿下了第一个世界大赛冠军。
1904年，波士顿的实力依然强大，但他们受到了纽约高地人队（纽约洋基的前身）的强力挑战，直到赛季的最后一场才决出冠军。两队的竞争从赛季一开始就展开，赛季中两队还进行了很有争议的交易，波士顿用帕齐·多尔蒂（Patsy Dougherty）换来了高地人队的鲍勃·翁格劳布（Bob Unglaub）。高潮出现在赛季的最后阶段，两队在高地人队的主场——希尔托普公园球场进行了戏剧性的双重赛。为了赢得冠军，高地人需要赢下全部两场比赛。高地人队派出了41胜的投手杰克·切斯伯，当九局上半波士顿进攻三垒有人时，切斯布罗的指叉球出现了爆投，娄·克里格（Lou Criger）回到本垒得到超前分，美国人队因此获得了比赛的胜利，这也是棒球史上最有名的爆投之一。

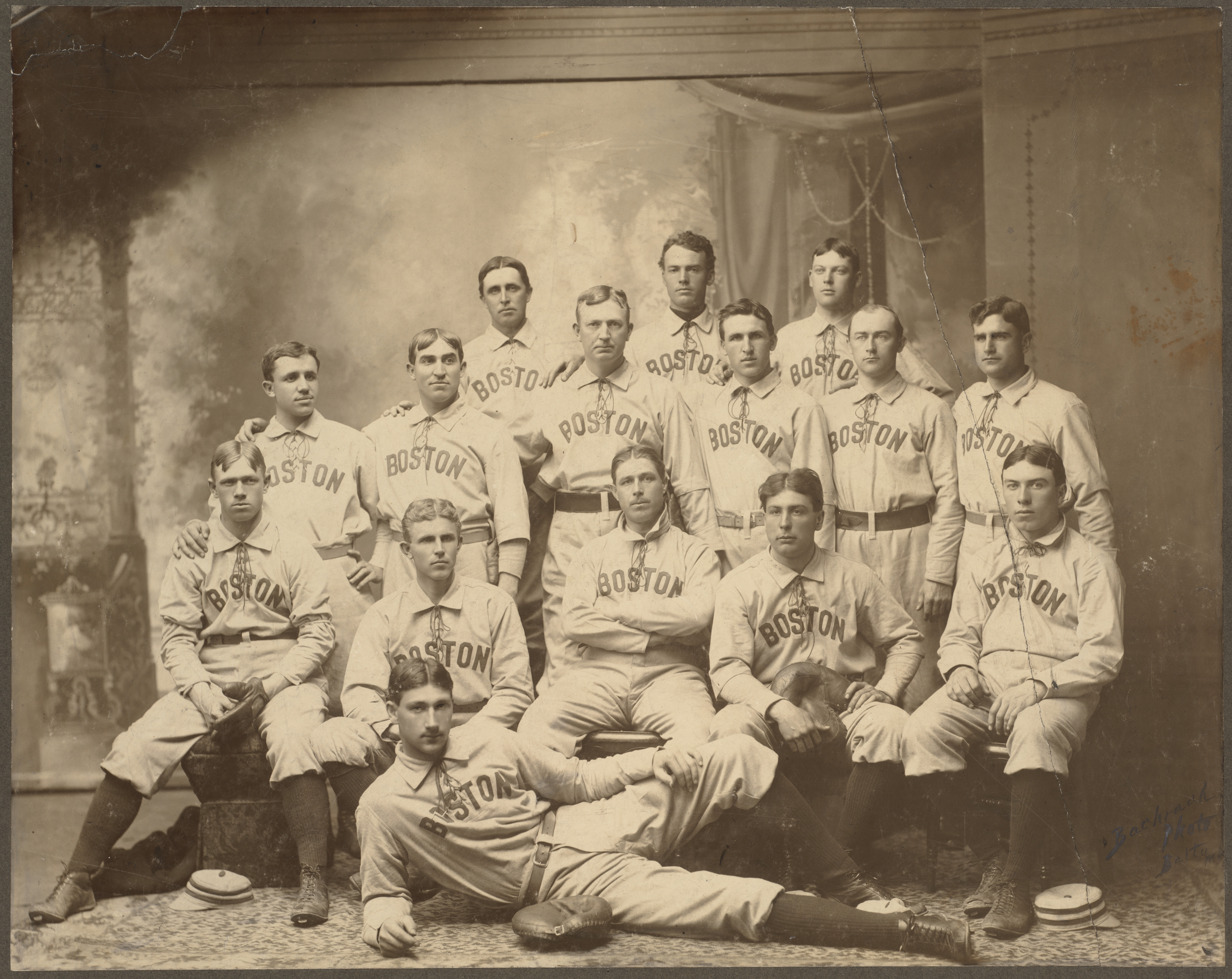
1901年第一张波士顿美国人队的合影

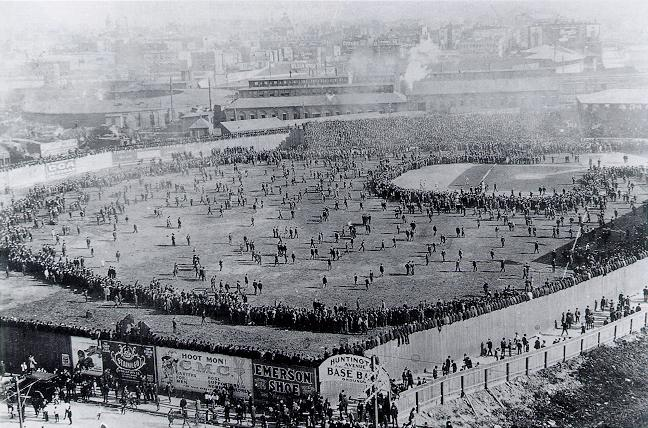
第一次现代世界系列赛之前汉亭顿大道球场的情形

不幸的是，国联冠军纽约巨人队拒绝参加季后赛，因为他们不希望给同城对手增加信心（他们预期高地人队会获得美联冠军）。在这之后两联盟迅速做出决定：1905年起世界大赛将永久举行。

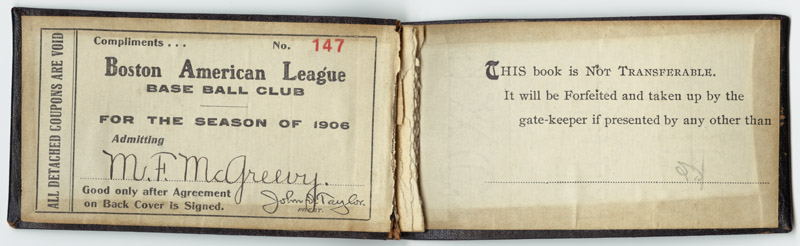
1906年波士顿美国人队年票

不过波士顿马上就跌入了低谷，1906赛季他们甚至输了100场比赛。之后一些明星球员的加入以及将昵称改为“红袜（Red Sox）”帮助球队迅速走出了低谷。
到了1909年，中外野手特里斯·史畢克（Tris Speaker）已成了波士顿外野的看板球星，帮助球队成绩提升至第三名。直到1912年，红袜才以102胜的成绩重新夺回联盟冠军的头衔，这一年69.1%的胜率也是球队的纪录。靠着三个外野手——特里斯·史畢克，哈里·胡珀（Harry Hooper）和达菲·刘易斯（Duffy Lewis）——以及明星投手斯莫吉·乔·伍德（Smoky Joe Wood）的出色发挥，球队在经典的1912年世界大赛中以4胜3负1和的成绩击败纽约巨人队。1913年至1916年期间，球队的老板是约瑟夫·兰宁（Joseph Lannin），他签下了史上最有名球星之一的贝比·鲁斯。1915年的101场胜利再度帮助球队进入到了当年的世界大赛，并且最终以4比1击败了费城费城人。赛季结束之后特里斯·史比克被交易到了克里夫兰印地安人。之后的1916赛季红袜再次获得世界冠军，这次击败的是布鲁克林罗宾队。1918年，贝比·鲁斯带领球队击败芝加哥小熊，再拿世界冠军。

### 出售贝比·鲁斯
1916年哈里·弗雷齐（Harry Frazee）以50万美圆左右的价格从约瑟夫·兰宁（Joseph Lannin）手中买下了红袜队。在贝比·鲁斯的交易之前，哈里·弗雷齐就和洋基做了几笔引人关注的交易。1918年12月18日，老板将明星外野手达菲·刘易斯（Duffy Lewis），投手达奇·伦纳德（Dutch Leonard，1914年防御率仅为0.96，是当代棒球的纪录）和投手厄尼·肖尔（Ernie Shore）打包送到了洋基，换来了投手雷·考德威尔（Ray Caldwell），斯利姆·拉夫（Slim Love），罗克西·沃尔特斯（Roxy Walters），弗兰克·吉尔胡利（Frank Gilhooley）和1万5千美圆。这三名球员都曾经是红袜倍受关注的球星——刘易斯是1910年世界冠军队中的关键球员，肖尔最有名的是和贝比·鲁斯合力完成了一场完全比赛，伦纳德则是在4年前创造了当代棒球史上防御率的新纪录——这个交易被认为是波士顿队史上最糟糕的交易之一。之后1919年7月13日，下勾投手卡尔·梅斯（Carl Mays）也被送到了洋基，换来了鲍勃·麦格劳（Bob McGraw），艾伦·拉塞尔（Allan Russell）和4万美金。梅斯之后在洋基投了几年的好球，但当时在红袜时有纪律问题。
1919年12月26日，弗雷齐把在红袜效力了六个赛季的贝比·鲁斯卖给了竞争对手纽约洋基队（1919赛季鲁斯刚以29支本垒打打破了单赛季本垒打纪录）弗雷齐之所以这么做是为了资助百老汇上演No, No, Nanette的歌剧，但事实上这部歌剧直到1925年才在百老汇上演。但根据Leigh Montville所写的一本书The Big Bam: The Life and Times of Babe Ruth中的研究，No, No, Nanette的无声版歌剧我的女性朋友（My Lady Friends）已于1919年12月在百老汇上映。这部歌剧资金的来源确实是出售贝比·鲁斯给洋基换来的钱。

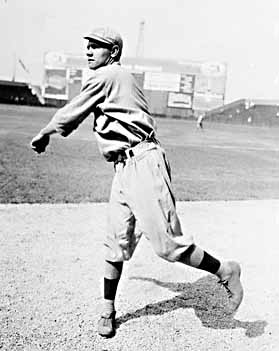
1914年鲁斯为红袜队效力的情形

在这段期间，红袜队、洋基队和芝加哥白袜之间的关系有所缓和；他们被称作“反叛分子”，因为之前的举动惹恼了联盟主席班·约翰逊。虽然弗雷齐拥有红袜球团的所有权，但是他并没拥有芬威公园球场（球场的所有权是芬威公园信托公司），这是不稳定的一个因素；约翰逊随时可以把另外一支球队带入芬威公园。虽然红袜深陷债务之中，但弗雷齐感觉到他需要把球场买下来（他在1920年确实这么做了）。球队认为贝比·鲁斯存在纪律问题，并且觉得他在洋基会获得更多的荣誉。最终，弗雷齐决定用鲁斯来填补球队财政上的缺口。
纽约洋基在得到贝比·鲁斯以及其他一些优秀的球员后取得了巨大的成功。而红袜在二三十年代却是十分的糟糕，贝比·鲁斯的交易被认为是基袜世仇的开端。这两支球队被体育记者们认为是“地球上最伟大的竞争对手”。
在决定要退出棒球圈后，弗雷齐卖掉了许多优秀的球员。1920年的冬天，红袜把沃·利斯昌（Wally Schang），韦特·霍伊特（Waite Hoyt），哈里·哈珀（Harry Harper）和迈克·麦克纳利（Mike McNally）送到了洋基，换回了德尔·普拉特（Del Pratt），马迪·鲁埃尔（Muddy Ruel），约翰·科斯特洛（John Costello），汉克·托尔梅伦（Hank Thormahlen），萨米·维克（Sammy Vick）和一些现金。在下一年的冬天，铁人游击手埃弗里特·斯科特（Everett Scott）以及两位投手布莱特·乔·布什（Bullet Joe Bush）和赛德·山姆·琼斯（Sad Sam Jones）同样也被交易到洋基，换回了罗杰·佩京帕乌（Roger Peckinpaugh），杰克·奎因（Jack Quinn），瑞普·柯林斯（Rip Collins），比尔·皮尔西（Bill Piercy）和5万美金。1922年7月23日，乔·杜根（Joe Dugan）和埃尔默·史密斯（Elmer Smith）去了洋基，埃尔默·米勒（Elmer Miller），齐科·菲斯特（Chick Fewster），约翰尼·米歇尔（Johnny Mitchell）和雷夫提·奥杜尔（Lefty O'Doul）来到了红袜。洋基当时正和圣路易斯布朗队争夺美联冠军，他们换来杜根加强实力，这也直接导致联盟在下一年设立6月15日为交易期限。
在1925年至1932年这8年间，红袜平均每季的败场数超过了100。球队唯一的闪亮点是厄尔·韦伯（Earl Webb），他在1931年创造了单季67支二垒安打的联盟纪录。1933年，汤姆·约基（Tom Yawkey）买下了红袜队，球队的命运也开始改变。他换来了投手韦斯·费雷尔（Wes Ferrell）以及史上最优秀的投手之一雷夫提·格罗夫（Lefty Grove），使得球队在未来的三十年里重新具备竞争力。约基还为球队带来了杰出的游击手乔·克罗宁以及强棒一垒手吉米·法克斯，他在1938年单季打出50支全垒打，这个队史纪录保持了69年之久。得分175的队史纪录也是法克斯创造的。

## 1939年－1960年
1939年，波士顿红袜队买断了之前效力于圣地牙哥教士队所属小联盟球队的外野手泰德·威廉姆斯的合同，从而开创了一个新时代，那段时间人们常把球队称做“泰德红袜队（Ted Sox）”。威廉姆斯一直保持着很高的打击率以及长打能力，被认为是棒球史上最强的打者之一。芬威球场右外野的牛棚有一部分原因就是为了左打的威廉姆斯而建的，那里还常常被人们称做“威廉斯堡（Williamsburg）”。在建这个牛棚之前，右外野有400英尺（120米）之远。他还两次以飞行员的身份加入美国海军陆战队，参加了第二次世界大战以及朝鲜战争，因此错过了整整5个球季。他写的书打击的学问（The Science of Hitting）在学习打棒球的人中广泛传阅。他是最后一个单季达到4成打击率的球员（1941赛季打击率4成06）。威廉姆斯在他的整个棒球生涯中长期和体育记者不和，他称记者们为“键盘上的骑士（The Knights of the Keyboard）”。他和球迷的关系也不融洽，因为他不止一次被看到朝观众席吐口水。
威廉姆斯率领的红袜队在1946年进入了世界大赛，但是最终以总比分3比4负于圣路易斯红雀队。有一部分原因是红雀队用了“威廉姆斯布阵（Williams shift）”，也就是游击手守到了内野的右半边，使得左打的威廉姆斯难以打穿内野。而在世界大赛之前的一场热身赛中，威廉姆斯被一个触身球击中手肘，这也多少影响了他的发挥。在威廉姆斯参加的第一次也是唯一一次的世界大赛里，他在25个打数中仅仅击出了5支一垒安打。
在1946年世界大赛第七场中，第八局下半红雀队击出一支左外野方向的安打，一垒上的跑者伊诺斯·斯劳特（Enos Slaughter）跑回本垒得到超前分，红雀也就靠着这一分得到了当年的世界冠军。当时红袜左外野手莱昂·克伯森（Leon Culberson）接球后传回内野，游击手约翰尼·佩斯基（芬威球场右外野的标杆“佩斯基标杆”就是以他的名字命名的）转传回本垒，可惜仍然慢了一点。有些人说佩斯基在转传的过程中犹豫了一下，不过这个存在争议。
除了威廉姆斯和佩斯基之外，40年代的红袜队中还有几位明星球员，包括了二垒手鲍比·多尔以及中外野手多姆·迪马吉奥（Dom DiMaggio）。
在1948以及1949年红袜队均以微小的劣势丢掉了美联冠军。1948年他们和克里夫兰的战绩相同，但在附加赛中负于对手，错过了世界大赛波士顿内战的机会。令人奇怪的是，红袜的总教练乔·麦卡锡（Joe McCarthy）选择了投手丹尼·加尔豪斯（Denny Galehouse）先发而不是年轻的左投天才梅尔·帕内尔（Mel Parnell）。1949年，红袜在常规赛还剩两场时领先纽约洋基队一场球的优势，最后两场两队直接正面交锋，可是红袜却输掉了最后两场比赛。
1950年代被认为是红袜队史上最痛苦的一段时期。1953年当威廉姆斯从朝鲜战争归来后，40年代末期红袜队中的明星球员不是退役就是被交易。批评者常常讽刺地称红袜的打线为“泰德·威廉姆斯和七个小矮人”。杰基·罗宾森甚至也愿意为红袜队效力，但老板汤姆·约基（Tom Yawkey）似乎不愿意在他的球队中出现非洲裔的球员。威利·梅斯也尝试着进入芬威球场，红袜的球探们对他的评价非常高，可是同样因为肤色原因无法为红袜队效力。1957年38岁的泰德·威廉姆斯仍然打出了3成88的优异成绩，可是这也是红袜球迷唯一值得欣慰的地方。威廉姆斯在1960赛季之后选择了退役，最有名的是在他职业生涯的最后一个打席中击出了本垒打，这也被小说家约翰·厄普代克记录在他的小说“Hub fans bid Kid adieu”里。红袜是大联盟中最后一个开始使用非洲裔球员的球队，直到1959年他们才把黑人球员帕姆普西·格林（Pumpsie Green）从小联盟AAA球队升上了大联盟。

## 1960年代
虽然1961年威廉姆斯的替代者卡尔·雅泽姆斯基初登场，并且在那个偏向投手的年代逐渐发展成为最好的打者之一，但对于红袜来说，60年代仍然是暗淡的。
红袜的球迷都知道1967赛季被称为“不可能的梦想（Impossible Dream）”。这个标语来自于当时流行一时的音乐剧“梦幻骑士（Man of La Mancha）”。1967年美联冠军争夺战被认为是棒球史上最激烈的一个赛季，直到最后一场仍然有4支球队有获得美联冠军的机会。1966年红袜只获得美联第九名的成绩，但仅过了一年，球队完全换了一副模样，在雅泽姆斯基带领下最终闯入了1967年世界大赛。雅泽姆斯基获得了美联打击三冠王（他是到目前为止最后一个达成打击三冠王的球员）：打击率3成26，44支本垒打，121分打点。在MVP的评选中仅差一票就得到满分，明尼苏达的体育作家在他的选票中把双城队的中外野手塞萨尔·托瓦尔（Cesar Tovar）放在第一的位置。但红袜队最终还是在世界大赛中以3比4负于圣路易斯红雀队。传奇投手鲍勃·吉布森（Bob Gibson）为红雀队拿下三场比赛的胜利。
1964年，一个18岁的波士顿本土新秀托尼·康尼利亚罗（Tony Conigliaro）单赛季击出了24支本垒打。“Tony C”成为大联盟史上击出100支本垒打时最年轻的球员，这个纪录一直保持到现在。但是在1967年8月对加州天使队的一场比赛中，他被当时对方投手杰克·汉密尔顿（Jack Hamilton）的一颗快速球击中左颧骨，也因此错过了1968整个赛季。虽然1970赛季有着不错的表现，但之后就再也难以达到之前的水准。

## 1970年代
虽然红袜队在60年代末期和70年代前期都十分具有竞争力，但是总与美联东区冠军无缘。最接近分区冠军一次是在1972赛季，他们仅仅落后底特律老虎半场屈居亚军。在赛季刚开始的一场比赛因雨推迟，但再也没有恢复过，这也是红袜最后落后半场的原因。1972年10月2日，红袜在赛季的倒数第二场比赛中以1比3输给了底特律老虎。在这场比赛的第三局，雅泽姆斯基打出一支三垒安打，但垒上跑者路易斯·阿帕里西奥（Luis Aparicio）漏踩了三垒垒包，当他回去踩三垒垒包时，也导致了雅泽姆斯基的出局。
1975年红袜终于拿下了美联冠军。这个赛季他们拥有许多天才级的球员，除了雅泽姆斯基外，还有新秀外野手吉姆·赖斯和弗雷德·林恩（Fred Lynn），资深外野手Dwight Evans、捕手卡尔顿·费斯克和投手路易斯·蒂安特（Luis Tiant）。林恩囊括了美国联盟最佳新秀奖以及最有价值球员奖，是历史上第一个同时获得这两个奖项的球员，2001年铃木一朗同样达到这一成就 。在美联冠军赛中，红袜横扫了奥克兰运动家队。
在1975年世界大赛中，红袜面对的是极度被看好的辛辛那提红人队，当时他们被称为“强大红色机器（The Big Red Machine）”。路易斯·蒂安特帮助红袜拿下了第一场和第四场的胜利，但是五场比赛之后，他们却以2比3落后于红人队。在芬威公园进行的第六场比赛被认为是季后赛历史上最伟大的一场比赛。八局下半以3比6落后，红袜代打伯尼·卡波（Bernie Carbo）从红人队的后援投手劳利·伊斯特威克（Rawly Eastwick）敲出一支追平的三分打点本垒打。十一局上半，右外野手德怀特·埃文斯（Dwight Evans）做出了一个不可思议的扑救，把乔·摩根（Joe Morgan）的平飞球接入手套，并且传杀了来不及回垒的肯·格里菲（Ken Griffey），保住了平局。十二局下半，卡尔顿·费斯克击出了一球飞跃左外野本垒打标杆。当球在空中飞行时，费斯克疯狂地挥舞着他的手臂，希望这球是个界内球。最终这球遵照了他的愿望，芬威球场顿时沸腾了，红袜以7比6获得了胜利。这个镜头在ESPN Classic频道中反复播放。
在第七场比赛中，红袜一开始就取得了3比0的领先，但最终他们还是以3比4输掉了比赛。先发投手比尔·李（Bill Lee）投出的一颗慢速旋转曲球被红人队的托尼·佩雷兹（Tony Perez）一棒扫出绿色怪物。红人在第九局得到了致胜分。卡尔顿·费斯克对于当年的世界大赛说了一句很有名的话：“我们赢得了比赛，3比4。（We won that thing 3 games to 4）”

### 1978赛季美联冠军争夺战
1978赛季，红袜队和洋基队为美联冠军展开激烈的争夺。7月份时洋基还落后红袜14场半，9月10日，在完成了对红袜的4场横扫后，洋基战绩追上了领头羊。
在常规赛的最后三个星期里，两队的争夺十分激烈，领先的位置发生多次交替。在赛季的最后一天，洋基队的封王魔术数字为1——只要战胜克里夫兰印地安人或者红袜负于多伦多蓝鸟都可以拿下美联冠军。但是洋基以2比9负于对手而红袜队以5比0获胜，两队不得不进行附加赛。附加赛于10月2日在芬威公园球场进行。
在这场附加赛中，洋基队的巴基·登特（Bucky Dent）第七局从红袜投手麦克·托雷兹（Mike Torrez）手中敲出一支飞越绿色怪物的三分本垒打，使得洋基第一次取得领先。而雷吉·杰克逊（Reggie Jackson）八局上半的阳春本垒打帮助洋基最终以5比4取胜。

## 1986赛季
1983年红袜在美联东区7支球队中仅仅获得第六名，是1966年以来最糟糕的一年，在这之后卡尔·雅泽姆斯基选择了退役。但1986年球队获得了转机。进攻方面依然十分强大，球队拥有很多强棒，例如吉姆·赖斯，德怀特·埃文斯（Dwight Evans），唐·贝勒（Don Baylor）和韦德·博格斯（Wade Boggs）。王牌投手罗杰·克莱门斯投出了24胜4败防御率2.48的惊艳成绩，并且投出了一场20次三振的比赛，同时获得了美联赛扬奖和最有价值球员奖。这是1971年维达·布鲁（Vida Blue）之后第一个同时获得这两个奖项的先发投手，而且在这之后再也没有先发投手获得最有价值球员奖。
红袜队在11年后再次获得了美联冠军，在美联冠军赛中红袜面对的对手是加州天使队。两队在前两场各胜一场，但天使队拿下了接下来两场主场的胜利，总比分3比1领先，第五场比赛到了九局上半天使仍以5比2领先。贝勒的两分本垒打将比分差距缩小为1分。两人出局一人在垒，红袜只差一个好球就要被淘汰，但戴夫·亨德森（Dave Henderson）从唐尼·摩尔（Donnie Moore）手中击出本垒打使得红袜起死回生，6比5取得领先。虽然天使在九局下半追平了比分，但十一局上半亨德森的高飞牺牲打帮助红袜获得胜利。最后两场回到芬威公园球场，红袜越战越勇，以6分和7分的优势连拿两场胜利，最终获得美联冠军。
在1986年世界大赛中，红袜面对的是大热门纽约大都会，他们在常规赛获得了108场胜利。红袜在希亚球场先拿下两场胜利，但输掉了接下来两场主场比赛，第五场比赛先发投手布鲁斯·赫斯特帮助红袜获得了胜利，只差一场就能在68年后再次获得世界冠军。而第六场比赛成为了队史上最难以承受的败仗之一。克莱门斯的七局好投帮助球队取得3比2领先。多年之后，主教练约翰·麦克纳马拉（John McNamara）声称克莱门斯当时是因为手起水泡要求退场，但克莱门斯否认了这一说法。随后大都会队将比分追平，比赛进入了延长赛，十局上半靠着亨德森的阳春本垒打以及博格斯的二垒安打加上二垒手马蒂·巴雷特（Marty Barrett）带有一分打点的一垒安打，红袜取得5比3领先。
在十局下半两出局时，NBC电视画面已经打出字幕：巴雷特为本场最佳球员，布鲁斯·赫斯特为世界大赛MVP。甚至在希亚球场的记分板上也打出了祝贺红袜获得世界冠军的字幕。在这么多年的挫折之后，全世界的红袜球迷都认为他们终于能品尝到胜利的滋味。但大都会没有放弃，加里·卡特（Gary Carter）、凯文·米歇尔（Kevin Mitchell）和雷·奈特（Ray Knight）接连打出三支一垒安打。红袜投手鲍勃·斯坦利（Bob Stanley）出现了爆投，比赛又变成了平手的局面。之后穆齐·威尔逊（Mookie Wilson）打出一垒方向的软弱滚地球，但一垒手比尔·巴克纳（Bill Buckner）竟然让这球从他的两腿中间穿过，奈特回到本垒得到了超前分。
不过之后很多评论家认为即使巴克纳接住这球，威尔逊凭借着速度仍然可能会安全上垒，但奈特只能停留在三垒。还有很多人把焦点放在巴克纳的膝伤上，之前的比赛到了后半段戴夫·斯特普尔顿（Dave Stapleton）都会上来代替巴克纳守备，而这场比赛巴克纳却一直留在场上。主教练麦克纳马拉解释说这是对巴克纳辉煌职业生涯的一个奖赏。
虽然红袜在第七场一开始就取得3比0的领先，但最终还是输掉了比赛，无缘世界冠军。红袜的魔咒还在继续。

## 1988年－1991年
1988年红袜重返季后赛。当年在全明星赛时红袜仅仅排名分区第四，7月15日主教练约翰·麦克纳马拉被解职，乔·摩根（Joe Morgan）取代了他位置。红袜立刻取得了12连胜的成绩，并且在20场中赢了19场胜利，最后不可思议地拿下了美联东区冠军，很多人称之为摩根魔法（Morgan Magic）。但这个魔法很快就结束了，在美联冠军赛中，红袜不幸被奥克兰运动家横扫出局。具有讽刺意味的是，这个系列赛的MVP是前红袜投手、名人堂成员丹尼斯·埃克斯利（Dennis Eckersley），他在四场比赛中全部拿下了救援成功。两年之后，红袜再次以美联东区冠军的身份闯入美联冠军赛，不幸的是，历史再度重演，红袜被运动家队横扫出局。

### 1992年－2001年
球队的老板汤姆·约基于1978年去世，他的妻子珍·约基（Jean R. Yawkey）接替了他的工作，直到1992年她也去世为止。他们两人名字的首字母“TAY”和“JRY”以摩尔斯电码的方式刻在了左外野的墙上。珍·约基去世之后，球队由约翰·哈灵顿（John Harrington）领导下的约基信托公司接管。2002年公司卖掉了球队，从而结束了约基对球队长达70年的所有权。
1994年麻省本地人丹·杜奎特（Dan Duquette）取代了娄·戈尔曼（Lou Gorman）成为球队的总经理，他曾经在蒙特利尔博览会队工作。杜奎特同时负责农场系统的工作，在他的带领之下，红袜农场培养出了像诺马·贾西亚帕拉、卡尔·帕瓦诺和大卫·艾克斯坦（David Eckstein）之类的优秀球员。杜奎特也敢于在自由市场中出手，最引人关注的是2000年以8年一億1600万美元签下了曼尼·拉米瑞兹。
1995年红袜以领先洋基7场的优势，获得了重新分区后的美联东区冠军。但在美联分区赛中被克里夫兰印地安人横扫。自从1986年世界大赛第五场之后，红袜在季后赛中连输了13场。
1996年9月18日罗杰·克莱门斯在对底特律老虎再度投出了20K的比赛，但这也是他为红袜效力的最后一年。在克莱门斯30岁后的4年——1993年至1996年——成绩并不理想，杜奎特甚至说：“他的职业生涯进入了衰退期。”可是在这之后的10年克莱门斯进入到了另一段颠峰期，又拿下了4次赛扬奖。
1997年，红袜退出了激烈的冠军争夺战，之后球队把终结者斯洛克姆交易到了水手队，换来新秀捕手杰森·瓦瑞泰克以及右投德瑞克·洛夫。在1998赛季开赛之前，球队把托尼·小阿马斯（Tony Armas Jr.）和卡尔·帕瓦诺送到了蒙特利尔博览会队，换来了明星投手佩卓·马丁尼兹。马丁尼兹成为球队的王牌投手，在接下来的几个赛季都有着优异的表现。1998年球队获得了美联外卡，但是再次在美联分区赛中输给印地安人队。
1999年，杜奎特声称芬威公园球场在经济方面不再适用，于是他和球队的老板共同推动新建一座球场的计划。虽然得到了麻省最高法院以及其他的一些政治家的支持，但这项议题并没有得到波士顿市议会的同意。
在这个赛季的季后赛，红袜终于获得了复仇印地安人队的机会。虽然输掉了前两场比赛，但靠着三大投手德瑞克·洛夫、佩卓·马丁尼兹和他的哥哥雷蒙·马丁内斯（Ramon Martinez）的优异表现，红袜连扳三场淘汰对手。其中第四场23比7的比分是大联盟季后赛历史上单场最高的得分。第五场比赛，前两局印第安人以5比2领先，但佩卓·马丁尼兹忍着肩伤，在第四局登板，投出6局的无安打比赛，帮助红袜最终以12比8获胜，其中特罗伊·奥莱利（Troy O'Leary）单场双响炮并带有7分打点。在之后的美联冠军赛中，球队以1比4负于死对头纽约洋基，无缘世界大赛。这个系列赛唯一的亮点是红袜赢得了备受炒作的一场比赛——马丁尼兹和克莱门斯在系列赛第三场中的对决。

## 2002年至今

### 亨利来到波士顿
2002年，Yawkey公司的董事以及主席哈灵顿决定把球队卖给约翰·亨利领导的新英格兰体育投资公司。Tom Werner为执行董事长，Larry Lucchino为主席兼首席执行官，Les Otten为副董事长。原来的总经理Duquette于2月28日被解职，原天使队的总经理迈克·波特（Mike Port）接替了他的职位。一周之后，主教练Joe Kerrigan也被解职，格雷迪·利托（Grady Little）承担起这一职位。
但是冬季期间所有的交易都是Duquette所做的，例如从奥克兰运动家引进了外野手约翰尼·戴蒙。新的老板买下球队后也做了一些球员买卖，包括了换来外野手克里夫·佛洛伊德（Cliff Floyd）和中继投手阿兰·安布里（Alan Embree）。诺马·加西亚帕拉、曼尼·拉米雷斯和佛洛伊德打击均表现得相当不错，佩德罗·马丁内斯也还是像以往一样出色。德里克·洛维转为先发投手，并且在该赛季拿下20胜——他也成为第一位在背靠背的两个赛季分别拿下20胜还20次救援成功的球员。2002赛季红袜拿下了93场胜利，但落后于分区冠军纽约洋基10场半，外卡方面也落后天使队6场。

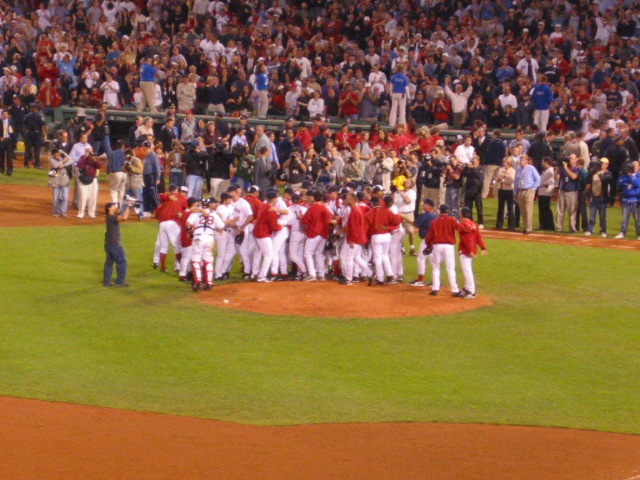
红袜球员庆祝他们获得了2003赛季外卡的资格。

赛季结束后，波特的位置被年仅28岁的耶鲁大学毕业生西奥·艾普斯坦接替，他也成为大联盟历史上最年轻的总经理。
2003赛季，球队引进了一垒手凯文·米拉（Kevin Millar），使得打线的深度再次得到加强。2003年的打击王比尔·穆勒甚至只能排到第七棒，在他之前的有曼尼·拉米雷斯和新加入球队的大卫·奥提兹。
总经理艾普斯坦还用Shea Hillenbrand换来了亚利桑那响尾蛇的中继投手金炳贤。这个交易起到了比较明显的效果，奥提兹在下半球季做出了相当大的贡献。球队打破了多项打击纪录，并且获得了美联外卡的资格。
在2003年的美联分区赛中，球队在0比2落后运动家队的情况下再次完成了大翻盘。第五场比赛德里克·洛维回到了中继的角色，并且帮球队守下了关键的一胜。之后球队在美联冠军赛中碰上了纽约洋基。在第七场决定生死的比赛中，红袜直到第八局仍以5比2领先，但是佩德罗·马丁内斯被击出了一支追平三分本垒打。最后三局红袜无法从马里安诺·里维拉手中得到任何分数，结果第十一局洋基的三垒手艾伦·布恩（Aaron Boone）从蝴蝶投手蒂姆·威克菲尔德手中敲出了再见本垒打。
许多人都批评格雷迪·利托在第八局时没有及时把马丁内斯换下，因为众多观察者都相信马丁内斯已经出现了疲惫的信号。当然利托也有很多支持者，认为常规赛优秀的成绩和并且在美联分区赛中梦幻般的反败为胜足以证明他的能力。不过球队的管理层最终还是决定不和利托续约，前费城费城人的主教练特里·弗兰克纳（Terry Francona）入主芬威球场。

### 久别的世界冠军
在2003赛季后、2004赛季前，红袜队挖到了另一位领衔先发投手柯特·席林来增强投手阵营，以至于整个地区对红袜队的期望大增。很多人觉得2004年应该是重温冠军梦的一年。常规赛季开始时不太顺利，一直延续到赛季过半，球队一直表现平平，在成绩表上落后纽约洋基超过十场比赛。管理层在7月31日－美国职棒大联盟交易期限截至日前做出了震动整个球队的交易。将球队内颇受欢迎的游击手诺马·贾西亚帕拉交易给了芝加哥小熊队；同时从蒙特婁博覽會隊获得奥兰多·卡布雷拉；从明尼苏达双城队获得道格·敏克维奇。交易共涉及四个球队。在此之后，球队如有神助，最后仅以落后同在美国联盟东区的纽约洋基队三场比赛的成绩结束常规赛季，最后赢得外卡身份进入季后赛。
在季后赛第一轮即美国联盟分区赛中，波士顿红袜队顺利以3:0的成绩战胜美国聯盟西区冠军洛杉矶天使队，第二轮即美国联盟冠军赛中红袜队遭遇宿敌纽约洋基队。
虽然赛前很多球迷非常看好波士顿红袜队，冠军赛开始对红袜队来说却是灾难性的。在第三场比赛红袜队以8-19的较大比分输掉后，很快以0勝3敗落后。
美国联盟冠军赛第四场比赛第九局下半局，红袜队以3:4落后，被逼到绝境，这时洋基队著名的王牌救援投手馬里安諾·李維拉出场。凯文·米拉首先保送上垒，大卫·罗伯茨以替代跑垒员身份换下米拉，並很快盗到二垒，接下来比尔·米乐即時打出一支安打，取得1分打点，迫使比赛进入延長賽。在第十二局下半，大衛·歐提茲揮出二分再見全垒打，红袜队艰难取胜。
第二天晚上，红袜队好戏重演，再次在馬里安諾·李維拉身上取分，逼得延長賽，右在第十四局下半局，又是大衛·歐提茲擊出再見安打，红袜队赢得第五场比赛。
第六场比赛两队回到洋基体育场，红袜队续演他们的神话。柯特·席林在自己脚踝做过临时性手术，依然渗血的情况下，先发投了七局，三振四名打者，保送仅一次，只失掉一分。红袜队以4:2拿下这场比赛并将总比分扳成3:3。
第七场，红袜队借助约翰尼·戴蒙的两只全垒打和德里克·洛维的优异投球，以10:3的比分赢得这场比赛，终于实现历史性的大逆转。由于大衛·歐提茲在第四和第五场比赛中的决定性作用，他亦成为这次美国联盟冠军赛的最有价值球员。
另一支进入世界大賽的是来自国家联盟的圣路易红雀队。红雀队在常规赛季中，是在美国职棒大联盟所有球队中成绩最好的。在1946年和1967年，红雀队曾经两次在世界大賽中以4:3的成绩击败红袜队。此时红袜队已经势不可挡，最后以4:0的成绩轻取红雀队。在阔别世界冠军86年后，终于如愿以偿，再次登顶，也破了貝比魯斯魔咒。

### 2005年－2006年
在夺得了苦等86年的世界冠军之后，俱乐部和杰森·瓦瑞泰克续约，并且任命他为队长。2005赛季球队有了好的开始，一直保持在美联东区第一名的位置，但是在明星赛之后球队遇到了一些困难，并让洋基队追了上来。分区冠军争夺持续到了常规赛最后一个周末，洋基队带着一场的领先优势来到芬威球场。最后的这个系列赛红袜拿下两场胜利，这样他们和洋基队的战绩同为95胜67负，但并不需要进行附加赛。常规赛两队交锋的19场比赛，洋基取得10场胜利，所以他们取得了分区冠军，而红袜则拿到了外卡的资格。在季后赛的首轮中，红袜被美联中区冠军芝加哥白袜横扫出局。
2005年10月31日，总经理艾普斯坦在他合同的最后一天选择了续约，据报道，他的新合约为3年450万美元。在感恩节当晚，红袜宣布他们用包括汉利·拉米雷斯（Hanley Ramirez）在内小联盟的几位新秀，从佛罗里达马林鱼换来了投手贾许·贝基特以及三垒手麦克·洛威尔。而深受球迷喜爱的约翰尼·戴蒙却伤透了球迷的心，他拒绝了仲裁转而和洋基队签下了一纸4年5200万美元的合约。为了填补戴蒙离去而留下的中外野空缺，球队从克里夫兰印地安人换来了可可·克里斯普（Coco Crisp）。
新赛季红袜内野由三垒手麦克·洛威尔、新来的游击手阿莱克斯·冈萨雷斯、二垒手马克·洛雷塔（Mark Loretta）以及一垒手凯文·尤克里斯组成，可以说是大联盟守备能力最强的内野之一。2006赛季红袜是美联守备失误最少的球队，并且在6月30日球队创造了连续17场没有发生任何失误的大联盟新纪录。
2006赛季最大的亮点就是球队找到了新的终结者乔纳森·派柏邦，他以35次救援成功创造红袜队史的新人纪录，并且入选了全明星赛。另外，大卫·奥提兹也以54支本垒打打破了吉米·法克斯保持69年之久的单季本垒打队史纪录。
全明星赛之后，不断增加的伤病严重地影响了球队的成绩。整个8月份，红袜战绩仅为9胜21败。杰森·瓦瑞泰克、特洛特·尼克森（Trot Nixon）和曼尼·拉米雷斯的受伤使得打线威力大大下降，加上投手群蒂姆·威克菲尔德、新秀乔恩·莱斯特（被诊断出淋巴癌）、马特·克莱门特（Matt Clement）的离开更成了无法填补的漏洞。最终红袜以86胜76败名列美联东区第三。

### 四年內二度世界冠軍

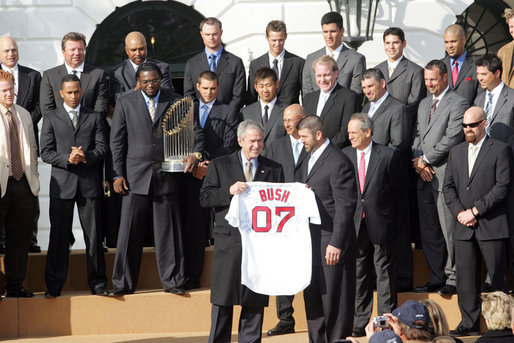
美国总统小布什在白宫接见获得世界大赛冠军的红袜队全体成员。

为了能够在2007赛季重新崛起，艾普斯坦做了棒球史上最惊人的一个买卖。2006年11月14日，大联盟宣布波士顿红袜以5110万美元的竞标金额获得了和日本超级投手松坂大辅的谈判资格。最终在12月13日，松坂和红袜签了六年5200万美元的合约。
深受球迷喜爱的特洛特·尼克森（Trot Nixon）最终还是进入了自由市场，加盟印第安人队。为了填补空缺的右外野，2007年1月25日球队以5年7000万美元的合同签下了J·D·德鲁。游击手的位置则由胡里奥·卢戈代替。原二垒手马克·洛雷塔也通过自由市场加盟休士顿太空人，开季位置由新人达斯汀·佩德罗亚担当。
自从4月中旬红袜登上美联东区第一名后就再也没有失去这个位置。奥提兹和拉米雷斯依然提供强大的火力支援，洛威尔、尤克里斯和佩德罗伊亚的发挥也相当出色。虽然德鲁、卢戈和克里斯普的状况并不理想，但洛威尔、尤克里斯的表现足以弥补进攻的漏洞。佩德罗亚开季时也没有找到手感，但弗兰克纳还是给了这个新人足够的耐心和信心，佩德罗亚也没有辜负主教练的信任，在全明星赛之前将打击率提高到3成以上。
在投手方面，贝克特表现出王牌投手的水准，上半季成绩为12胜2败，在另外四位先发投手出现问题时他总能挺身而出，帮助红袜止败。牛棚方面，左右护法派柏邦和冈岛秀树也帮先发投手分担了相当大的责任。两个人分别承担第八第九局的工作，给了先发投手强烈的安定感。冈岛秀树上半季的防御率仅仅只有0.88，并入选了全明星阵容。

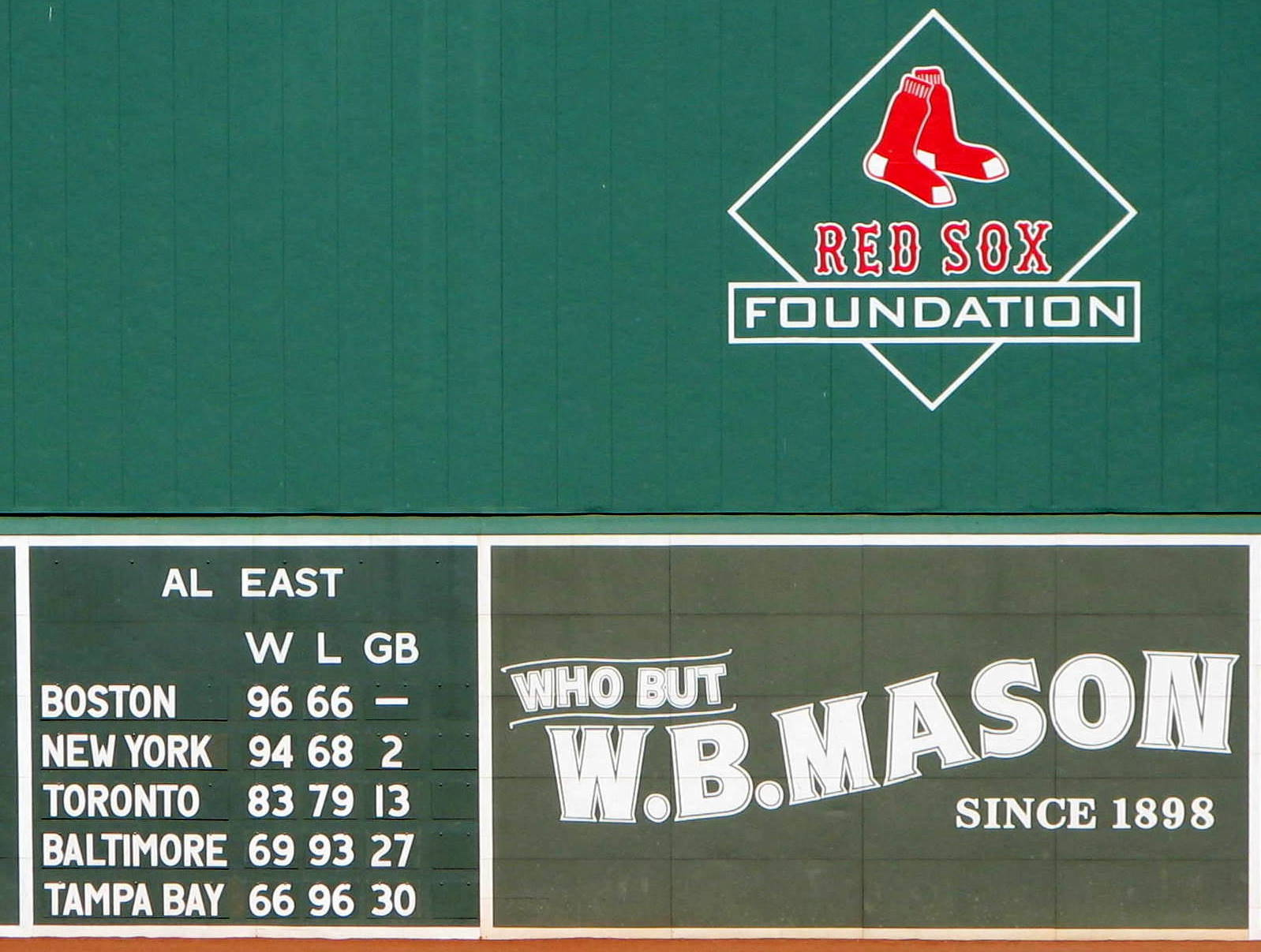
绿色怪物上的2007赛季最终排名

全明星赛之后，红袜一度将领先优势扩大到了10场。贝克特继续着优异的发挥，最终成为该赛季唯一一位20胜的投手。老将威克菲尔德也重新焕发光彩，最终战绩为17胜12败。9月1日，从小联盟升上来的投手克雷·布克霍尔兹在他在大联盟先发的第二场比赛中就投了无安打比赛。另外一位从农场升上来的外野手雅戈比·艾尔斯布里在9月份也分担了拉米雷斯很大一部分责任，让拉米雷斯得到充分地休息。这个月艾尔斯布里打击率高达3成61，并有3发本垒打、17分打点以及8次盗垒成功。洛威尔9月份承担起第四棒的责任，整季120分的打点位居全队之首。最终佩德罗亚以3成17的打击率拿下美联新人王，球队也在时隔12年周再次获得美联东区冠军。
季后赛中，红袜队先以3-0横扫洛杉磯安那罕天使，进入美国联盟冠军赛对阵克里夫蘭印地安人。虽然红袜队在第一場获胜，但是却在接下来的三場中全部落败，也使得他们进军世界大赛的希望大减。不过该队却在接下来的三场比赛靠着投手贾许·贝基特、松坂大輔和柯特·席林优异的表现，以大比分的分差取得胜利并获得世界大赛资格。
在最后的世界大赛，红袜面对黑马科罗拉多落矶。第一场比赛贝克特主投7局只掉1分，最终以13比1大胜，为整个系列赛定下了基调。红袜直落四局击败科羅拉多洛磯队。第二场比赛，席林-冈岛秀树-派柏邦连线，红袜以2比1一分差小胜对手。第三场比赛转战科罗拉多，红袜强大的打线帮助球队以10比5再胜一场。第四场比赛，乔恩·莱斯特顶替威克菲尔德先发，主投5又2/3局无失分，很好地完成了他的任务。靠着世界大赛MVP洛威尔出色的表现以及鲍比·基尔提（Bobby Kielty）的本垒打，最终红袜在四年内第二次获得世界冠军。

### 2008之後的赛季
夺得世界冠军后，红袜续签了洛威尔、席林、威克菲尔德以及迈克·蒂姆林。2月5日，球队又以八十万美元签下了西恩·凯西（Sean Casey）来做凱文·尤克里斯的后备。
而在赛季还没开始时，柯特·席林、迈克·蒂姆林、乔什·贝克特就进入伤病名单，使得年轻的先发投手乔恩·莱斯特和克雷·布克霍尔兹承受着巨大的压力。红袜在日本东京巨蛋开始了他们新赛季之旅，这是大联盟历史上第三次在日本进行开幕战，这首场比赛中红袜以7比5战胜奥克兰运动家。赛季前段红袜十分顺利，占据着美联东区第一的位置，但他们受到了黑马坦帕湾光芒的强力挑战。莱斯特在5月19日对堪萨斯市皇家队投出了无安打比赛，这也是红袜队史上第18场无安打比赛。这个赛季莱斯特投出了王牌投手的水准，16胜6败防御率3.21。但另一个新秀投手克雷·布克霍尔兹却遇到了一些困难，在大联盟仅投出了2胜9败的成绩，在赛季中期就被下放至小联盟。伤病给红袜的打线带来巨大的困扰，奥提兹手腕的受伤使他错过了45场比赛，洛威尔髋关节撕裂也让他数周无法上场，JD·德鲁背部的伤势让他下半季的发挥大受影响。外野手拉米雷斯——这是他八年合同的最后一年——和球队闹僵，包括了和队友以及工作人员不合（在休息室里和凯文·尤克里斯互相推搡）、批评球队老板、疑似诈伤不愿出赛等。球队最终决定在7月31日的交易截止日期之前将他送到洛杉矶道奇，而从匹兹堡海盗得到了杰森·贝。
拉米雷斯的离开让球队有了新的气息。顶替他的贝伊发挥出色，凯文·尤克里斯的全垒打数（29支）和打点（119分）均为生涯新高，派柏邦也完成了个人新高的41次救援成功。松坂大辅也摆脱了2007赛季的低迷，18胜3败防御率2.90的表现证明了他的身价。佩德罗亚下半季打击率高达3成40，安打数、得分、二垒安打数均在美联名列前茅。他不仅是球队的领袖，而且夺得了2008年美联MVP，这是时隔13年之后再次有红袜队球员拿到MVP。尽管红袜在交易截止日期之后战绩为34胜19败，但光芒队的表现更为出色，红袜只能以外卡的身份进入季后赛。
在美联分区赛中，靠着乔恩·莱斯特极为精彩的表现（先发两场共14局无自责失分），红袜以总比分3比1淘汰洛杉矶天使。和光芒队相会在美联冠军赛。
前四场比赛红袜以总比分1比3落后，但在第五场比赛中，红袜上演了美联冠军赛历史上最大的一次逆转。前7局红袜仍以0比7大比分落后，在大家都认为红袜要被淘汰的情况下，红袜上演了不可思议的大逆转，最终以8比7获胜.。第六场比赛红袜再度获胜，遗憾的是他们输掉了第七场比赛，没能像2007年一样再度完成大翻盘。这也是连续第8年世界冠军无缘卫冕（从2000年的纽约洋基队开始）。
2009年紅襪隊以95勝67敗拿下外卡資格進入季後賽，第一輪面對的對手，是前兩年相同的對手洛杉磯天使隊，前兩年紅襪隊都順利淘汰天使隊，但今年的狀況卻是不一樣，第一場先發投手由萊斯特先發，但打線表現不理想，最後以0：5輸球。而第二場先發投手為在季後賽表現優異的貝基特，但貝基特這兩年的狀況卻不理想，完全沒有以往壓制對手的能力，最後以1：4吞下敗投。紅襪在退無可退的情況下，在自己的主場由克雷·布克霍爾茲先發，原本在8局結束以後紅襪隊以6：4領先，而由終結者喬納森·派柏邦投第9局，但沒想到在2出局以後，接連被敲出安打，最後被天使隊連得3分逆轉戰局，最後紅襪隊被天使隊被3：0淘汰，這也是天使隊第一次在季後賽淘汰紅襪隊。今年值得一提的是，紅襪和洋基隊的系列賽裡面，前8場都由紅襪隊獲勝，眼看今年能對洋基隊取得對戰優勢，沒想到最後的10場比賽裡面，紅襪隊只贏得1場勝利，最後和洋基隊的18場系列賽，打成9：9平手的局面，而6個系列賽裡面，有5個系列賽都是橫掃對方。